# ルフィスト
ルフィスト（LuFisto（本名：ジュヌヴィエーヴ・グーレ(Genevieve Goulet））、1980年2月15日 - ）は、カナダ・ケベック州出身の女子プロレスラー。身長おおよそ160センチメートル、体重おおよそ64キログラム。得意技はダイビングヘッドバットやオータニ・キックやジャーマン・スープレックス。ルシファーやプレシャス・ルーシーやスーパー・ハードコア・アニメなどの異名を携えつつ、コンバット・ゾーン・レスリングやSHIMMERなどのプロレス団体を主戦場として活動している。

## 来歴

### 胎動の時代
ケベックの南西部に位置するソレルという町に生を享け、地元のプロレスラー養成所へと16歳のときに入所。そしてその翌年にあたる1997年の6月27日―全身黒尽くめの『ルシファー』というギミックをもってプロとしてのデビューを果たし、やがてこの年が後半に至った頃にプロレスの仕事のためにモントリオールへと移住した。
それからしばらくの間をルーシー・ファーという名で活動したのちに、1999年からプレシャス・ルーシーと名乗るようになり、同時に多大な流血を伴ういわゆるハードコアの世界へとその身を投じ始めた。この時期にはジャック・ルージョーの率いる団体で活動するなどし、有刺鉄線、テーブル、梯子、画鋲、鎖、椅子などを用いた数多のデスマッチを経験。2000年には米国のテネシー州へと赴いたうえでNWAのマットに参戦しもした。

### 『ルフィスト』へ
『ファースト・レディ・オブ・ハードコア』という名を享けて地元カナダのインディ団体を転戦したのち、2003年の8月―AtoZへの参戦のためにサラ・デル・レイとともに日本へ。リングネームをルフィストと改めたのはこの時であった。日本での活動の傍らでメキシコに遠征するなどしつつ、AKINOと吉田万里子のもとで長きにわたって修行を積み、やがて2004年の5月に母国カナダへと帰還。それから2006年の半ば頃までカナダのインディ団体の数々を転戦した。

### CZWへの参戦
2006年の4月に米国のコンバット・ゾーン・レスリング (CZW) のマットに初参戦 そしてさっそく2度目の参戦を果たした8月には、フィラデルフィアのECWアリーナに開かれたその『トラップド』という大会において、男性レスラーのケビン・スティーンを破りCZWアイアンマン王座を獲得。そのケビン・スティーンやエル・ジェネリコらと『カナディアンズ』というチームを組んだうえで、ジャスティス・ペイン、ニック・ゲージ、ラッカス、サビアンなどといったCZWのレスラーらとの抗争を展開し、更にはBボーイやDJハイドを相手にアイアンマン王座を防衛しつつ、ジョン・ザンディグやロボとともに金網デスマッチを戦うなどした。この年には米国の女子プロレス団体SHIMMERのマットに初登場することにもなった。。

### 『デスマッチの女王』へ
その前半期を通して様々なインディ団体のマットを転戦した2007年にあっては、20世紀から続けられてきたIWAミッドサウスの『デスマッチの祭典』―キング・オブ・ザ・デスマッチの女性部門としてその前年に新設されたクイーン・オブ・ザ・デスマッチへと初参戦。さっそく1回戦目でBBウォールズとロキシー・コットンを相手に有刺鉄線ロープと画鋲を用いたデスマッチを戦い、続けて2回戦目でストームを破り、ひいては決勝にまで進出。
そうして迎えた決勝戦では、その前年の覇者―すなわち初回の覇者たるミッキー・ナックルズを相手に有刺鉄線ロープと蛍光灯とを用いたデスマッチを敢行し、やがてはこれに勝利を収め、初出場にしてついには優勝者の座を戴冠するに至った。
それからおおよそ2週間後には黒い岡村隆史ことサビアンの持つCZWのジュニアヘビー級王座へと挑戦するも、これの奪取は叶わずに終わった。

### CZW〜そしてSHIMMER
2008年が開幕すると、さっそくCZWのマットを舞台にミッキー・ナックルズと一戦を交え、燃え盛るハンマーを用いたデスマッチを行い、これに勝利。そして5月にCZWのベスト・オブ・ザ・ベスト選手権へと初出場。準決勝での敗退という結果に終わりはしたものの、これはこの大会の歴史上初の女子プロレスラーの参戦であった。

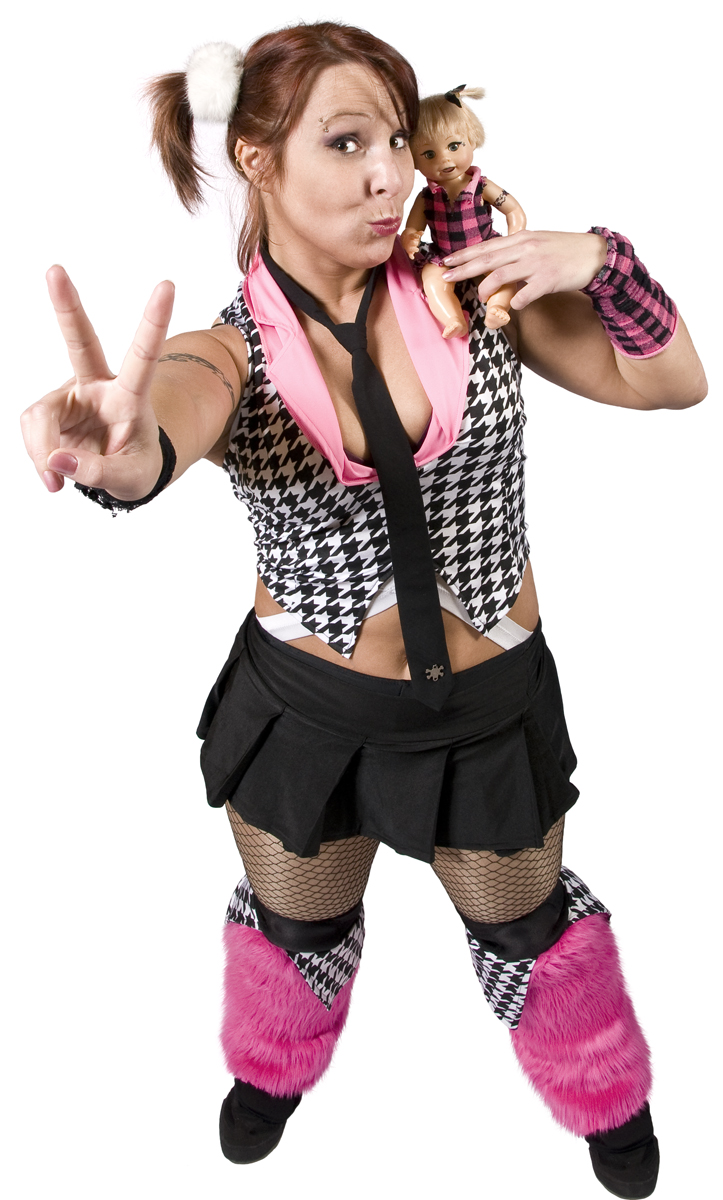
ルフィスト ―2009年

そうして年の前半を終えると、7月頃からSHIMMERのマットに本格的に参入し始め、さっそくレインと一戦交えたのちに、チアリーダー・メリッサを相手に戦いクドードライバーに敗れ去る。
やがてSHIMMERでの数試合を終えて2009年を迎えると、リング・オブ・オーナーを舞台にデイジー・ヘイズと一戦を交えた。5月になるとミスシェフの持つSHIMMERの王座に挑戦するも、敗退。9月には地元カナダのモントリオールでチアリーダー・メリッサとの試合を行い、これを制した。

## 私生活
モントリオール在住。
同郷の故人たるクリス・ベノワとオーエン・ハートを始め、ジ・アンダーテイカー、北斗晶、そして特にブル中野のファンである。
プロレス以外ではホッケーと総合格闘技のファンであり、地元カナダのモントリオール・カナディアンズへの支持を表明しつつ、好きなホッケー選手としてジョー・サキックとパトリック・ロワの名を挙げ、好きな総合格闘家としてジョルジュ・サンピエール、チャック・リデル、ランディ・クートゥア、ジョシュ・コスチェック、マイケル・ビスピンの名を挙げている。
好きな飲み物はダイエットペプシ、好きな食べ物は寿司とメキシコ料理である。